# Pikkelstraat
De Pikkelstraat is een straatnaam en een heuvel in de Vlaamse Ardennen gelegen in Anzegem. De helling loopt parallel aan de Holstraat.

## Wielrennen
De helling wordt genomen in routes voor wielertoeristen.